# San Stefano Peak
Der San Stefano Peak (englisch; bulgarisch връх Сан Стефано wrach San Stefano) ist mit 256 m der höchste Berg auf Rugged Island im Archipel der Südlichen Shetlandinseln. Er ragt 3,48 km nordöstlich des Benson Point, 4,17 km südöstlich des Kap Sheffield, 0,83 km südlich des Cherven Peak, 1,91 km westlich des Vund Point und 1,58 km nordwestlich des Radev Point auf.
Spanische Wissenschaftler kartierten ihn 1992, bulgarische 2009. Die bulgarische Kommission für Antarktische Geographische Namen benannte ihn 2006 nach der Ortschaft San Stefano in Zusammenhang mit dem Frieden von San Stefano vom 3. März 1878.